# 西安交通大学数学与统计学院
西安交通大学数学与统计学院，是西安交通大学的一个学院，其前身为成立于1928年的交通大学数学系。2011年学校在原理学院数学学科的基础上成立数统院。

## 历史沿革
- 1930年：交通大学成立科学学院。
- 1956年：在全国院系调整、交通大学西迁后，学校组建数理力学系。
- 1979年：学校恢复数学系建制。
- 1994年：在原有数学系、物理系等的基础上，恢复理学院建制。
- 2011年：数学学科组建数学与统计学院。[2]

## 系所设置
- 数学系
- 应用数学系
- 应用数学（试验班）[3]
- 信息科学系
- 计算科学系
- 统计系

### 其他机构
- 教育部高等学校大学数学教学研究与发展中心
- 基础科学研究中心
- 国际数学与计算地学研究中心
- 信息与系统科学研究所
- 科学计算研究所[2]